# Divisão N.º 8 (Alberta)
A Divisão N.º 8 é uma das divisões do censo da província canadense de Alberta, conforme definido pela Statistics Canada. A divisão está localizada no centro-sul da Região Central de Alberta, seu maior município urbano é Red Deer. A região forma o segmento central do Corredor Calgary–Edmonton. A Divisão n.º 8 é a que tem menor extensão territorial entre as divisões de Alberta.